# Jean Genet
Jean Genet (Párizs, 1910. december 19. – Párizs, 1986. április 14.) francia író, drámaíró, politikai aktivista. Fiatalkorában csavargóként élt. Legfontosabb regényei a Querelle de Brest, amelyből Rainer Werner Fassbinder 1982-ben készített filmet Querelle címen és az Egy tolvaj naplója.

## Élete
Genet anyja egy fiatal prostituált volt, másfél éves korában egy asztalos fogadta örökbe. Bár jól tanult, gyakran kapták szökésen és tolvajláson. Nevelőszülei halála után egy idősebb párhoz került. Alig két évet töltött náluk, amikor egy rábízott nagyobb összeg ellopása miatt 15 évesen letartóztatták. Ez és korábbi vétségei miatt a Mettray Fegyenctelepre került, ahol 1926. szeptember 2-a és 1929. március 1-je között tartották fogva. Ezt követően csatlakozott az Francia Idegenlégióhoz, melyből leszerelték, mert homoszexuális kapcsolat létesítésén kapták. Éveket töltött Európa különböző városaiban csavargóként, tolvajlásból és prostitúcióból élt. 1937-ben visszatért Párizsba, többször ítélték börtönbüntetésre kisebb súlyú bűncselekmények miatt. A börtönben írta meg első versét és regényét, amelyet saját költségére adott ki. Megismerkedett Jean Cocteauval, akire művei nagy hatást gyakoroltak. Amikor 1949-ben tízszeres visszaesőként életfogytiglani börtönbüntetésre ítélték Cocteau és más prominens értelmiségiek (pl. Jean-Paul Sartre és Pablo Picasso) kegyelmi kérvénnyel fordultak a köztársasági elnökhöz. Genet soha többet nem került börtönbe.
1949-re Genetnek már öt regénye, három drámája és számtalan verse volt kész. A homoszexualitás és a bűnözés nyílt, szándékosan provokatív ábrázolása miatt műveit több helyen betiltották. 1952-ben Sartre komoly elemzésben méltatta a bűnözőből íróvá lett Genet-t. A hatvanas években szerelmi kapcsolatba került egy Abdullah nevű kötéltáncossal, akinek számos balesetét követő öngyilkossága után Genet súlyos depresszióba esett.
A '68-as események után figyelme a politika felé fordult, gyakran szólalt fel a bevándorlók életkörülményeinek javítása érdekében. Az 1970-es években a Fekete Párducok meghívására többször is járt Amerikában. Támogatta a Michel Foucault és Daniel Defert által életre hívott börtönreform-mozgalmat is. Sartre és Foucault mellett ő is tiltakozott az Franciaországban élő algériaiak elleni rendőrségi brutalitás miatt. 1982-ben épp Bejrútban tartózkodott a Sabra és Shatila palesztin menekülttáborokbeli mészárlás idején, amelyet több munkájában is feldolgozott.
1986-ban gégerákot kapott, 1986. április 15-én holtan találták egy szállodai szobában, valószínűleg elesett és beverte fejét. A marokkói Larache-ban található spanyol temetőben nyugszik.

## Művei

### Regények
- 1944: Notre-Dame-des-Fleurs
- 1946: Miracle de la rose
- 1947: Pompes funèbres
- 1947: Querelle de Brest
- 1949: A tolvaj naplója (Journal du voleur) (Holnap Kiadó, 1992). ISBN 963-346-001-8, (a katalógusokban formailag hibás ISBN-nel szerepel) ISBN 963-346-00-1

### Drámák
- 1947: A cselédek (Les Bonnes) (Európa Kiadó, 1986). ISBN 963-07-3767-1
- 1949: Férfiak (Haute Surveillance)
- 1956: Az erkély (Le Balcon) (Európa Kiadó, 1986). ISBN 963-07-3767-1
- 1959: A négerek (Les Nègres) (Európa Kiadó, 1986). ISBN 963-07-3767-1
- 1961: A paravánok (Les Paravents) (Európa Kiadó, 1986). ISBN 963-07-3767-1
- 1989: Elle
- 1993: Splendid's
- 1994: Le Bagne

### Egyéb
- 1990: Töredékek... és más írások (Fragments... et autres textes) (Kijárat Kiadó, 2012) ISBN 978-615-5160-20-2

## Magyarul
- George Jacksonː Soledad testvér / George Jackson börtönlevelei; ford. Békés András, bev. Jean Genet; Magvető, Bp., 1972
- Drámák; ford. Bognár Róbert, Nagy Péter, Tellér Gyula, utószó Bajomi Lázár Endre; Európa, Bp., 1986
- A tolvaj naplója; ford. Győrffy Miklós; Holnap, Bp., 1992
- Töredékek... és más írások; vál., szerk., utószó Darida Veronika, ford. Bereczki Péter Levente; Kijárat, Bp., 2012 (Spectaculum)

## Fordítás
- Ez a szócikk részben vagy egészben  a   Jean Genet című angol Wikipédia-szócikk fordításán alapul.  Az eredeti cikk szerkesztőit annak laptörténete sorolja fel. Ez a jelzés csupán a megfogalmazás eredetét és a szerzői jogokat jelzi, nem szolgál a cikkben szereplő információk forrásmegjelöléseként.